# ACHOU
ACHOU（あちょう、女性、1983年11月24日 - ）は、日本のタレント、元宝塚歌劇団月組男役。宝塚歌劇団の芸名は、華央 あみり（かお あみり）。
広島県因島市（現尾道市）、清心女子高等学校出身。身長は170cm。血液型はB型。芸名の由来は宝塚歌劇団での愛称「あちょう」から。所属事務所は、株式会社ニューゲートプロダクション。

## 略歴
2000年に宝塚音楽学校に入学。88期生。
2002年宝塚歌劇団に入団。星組公演『プラハの春』／『LUCKY STAR!』で初舞台。その後、月組に配属。
2013年3月24日（『ベルサイユのばら - オスカルとアンドレ編 -』の東京公演千秋楽）付をもって宝塚歌劇団を退団。
退団後、現在の芸名に改名し、芸能活動を開始。

## 主な出演

### 舞台

#### 宝塚歌劇団所属時代
- 2004年4月、『愛しき人よ -イトシキヒトヨ-』（バウ・東京特別）ティエリ
- 2005年2月、『エリザベート -愛と死の輪舞-』新人公演：シュヴァルツェンベルク（本役：楠恵華）
- 2005年7月、『Ernest in Love』（梅田芸術劇場）ロンドン市民、農民、召使い
- 2005年9月、『JAZZYな妖精たち』新人公演：警官（本役：有香潤）／『REVUE OF DREAM』
- 2007年1月、『パリの空よりも高く』新人公演：モルトニー・ド・ホール（本役：良基天音）／『ファンシー・ダンス』
- 2007年8月、『MAHOROBA －遥か彼方YAMATO－』／『マジシャンの憂鬱』新人公演：男爵（本役：未沙のえる）
- 2008年3月、『ME AND MY GIRL』新人公演：ヘザーセット（第1部のみ）（本役：越乃リュウ）
- 2008年9月、『グレート・ギャツビー』（日生）グレート・ギャツビー
- 2008年11月、『夢の浮橋』新人公演：仲信（本役：越乃リュウ）／『Apasionado!!』
- 2009年5月、『エリザベート - 愛と死の輪舞 -』ケンペン
- 2010年2月、『紫子（ゆかりこ） - とりかえばや異聞 -』富尾大三郎／『Heat on Beat!』（中日劇場）
- 2010年4月、『THE SCARLET PIMPERNEL』シモン
- 2011年7月、『アルジェの男』マルセル／『Dance Romanesque（ダンス ロマネスク）』
- 2012年2月、『エドワード8世 -王冠を賭けた恋-』ヨアヒム・リッベントロップ／『Misty Station -霧の終着駅-』
- 2012年6月、『ロミオとジュリエット』ペーター
- 2012年10月、『春の雪』（バウ・東京特別）洞院宮治久
- 2013年1月、『ベルサイユのばら - オスカルとアンドレ編 -』ロベスピエール

### テレビ番組
- アウトデラックス
- 踊る!さんま御殿!!
- 今だから言えるナイショ話
- Qさま!!プレッシャーSTUDY2014 歌舞伎軍団vs宝塚軍団SP
- 水曜日のダウンタウン